# Золотых, Владимир Васильевич
Владимир Васильевич Золотых (род. 11 декабря 1952) — российский судья, председатель Севастопольского городского суда с 2015 года. Кандидат юридических наук, Заслуженный юрист Российской Федерации, автор книг, монографий и учебных пособий по вопросам судебной деятельности.

## Биография
Золотых Владимир Васильевич родился 11 декабря 1952 года.
С 1970 до 1985 года — работал на различных должностях в Шахтинском и Ростовском авиапредприятиях, в Северо-Кавказском Управлении гражданской авиации. С 1971 по 1973 год — служил в Вооружённых Силах СССР.
В 1984 году — окончил юридический факультет Ростовского Государственного университета по специальности правоведение. В марте 1985 года был назначен судьёй Кировского районного суда города Ростова-на-Дону. С июля 1987 года — судья Ростовского областного суда. В июле 1995 года Указом Президента Российской Федерации № 762 назначен заместителем председателя Ростовского областного суда.
13 марта 2002 года решением Высшей квалификационной коллегии судей Российской Федерации присвоен высший квалификационный класс судьи (первый квалификационный класс судьи в редакции Федерального Закона от 25 декабря 2012 года № 269-ФЗ).
В 2007 году назначен на должность заместителя председателя Ростовского областного суда на шестилетний срок полномочий.
В 2007 году защитил диссертацию на соискание учёной степени кандидата юридических наук по теме: «Судебные полномочия при постановке вопросов, подлежащих разрешению присяжными заседателями».
Указом Президента Российской Федерации № 1043 от 03 июля 2008 года утверждён в состав президиума Ростовского областного суда, являлся председателем судебной коллегии по уголовным делам Ростовского областного суда.
4 июля 2015 года назначен председателем Севастопольского городского суда.
В 2015 году участвовал в введении института мировых судей в г. Севастополе и их назначении, в 2016—2017 годах — в подготовке к введению Суда присяжных в Севастопольском городском суде.

## Награды и звания
- Заслуженный юрист Российской Федерации (Указ Президента РФ от 22 января 2004 г. № 83)[11].
- наградной знак Совета судей Российской Федерации «За служение правосудию» (29.06.2011)[12].
- медаль «За доблестный труд на благо Донского края» (указ Губернатора Ростовской области от 24.12.2012 № 122)[13].